# Liste der Nummer-eins-R&B-Alben in den USA (1993)
Dies ist eine Liste der Nummer-eins-Alben in den von Billboard ermittelten Verkaufscharts für R&B-Alben in den USA im Jahr 1993. In diesem Jahr gab es einundzwanzig Nummer-eins-Alben.
| ← 1992 ← | Liste der Nummer-eins-R&B-Alben in den USA | Liste der Nummer-eins-R&B-Alben in den USA | Liste der Nummer-eins-R&B-Alben in den USA | 1994 →                    |
| \| Zeitraum \| Wo. ges. \| Interpret \| Titel \| Zusätzliche Informationen \| \| (Zeitraum, Wochen auf Platz eins, Interpret, Titel, zusätzliche Informationen) \| \| \| \| \| \| ------------------------------------------------------------------------------ \| -------- \| ---------------------------------- \| ------------------------------------------- \| ------------------------- \| \| 26. Dezember 1992 – 5. Februar 1993 6 Wochen (insgesamt 8) \| 8 \| Original Motion Picture Soundtrack \| The Bodyguard: Original Soundtrack Album[1] \| – \| \| 6. Februar 1993 – 12. März 1993 5 Wochen (insgesamt 5) \| 5 \| Dr. Dre \| The Chronic[2] \| – \| \| 13. März 1993 – 26. März 1993 2 Wochen (insgesamt 2) \| 2 \| Naughty by Nature \| 19 Naughty III[3] \| – \| \| 27. März 1993 – 9. April 1993 2 Wochen (insgesamt 2) \| 2 \| Geto Boys \| Till Death Do Us Part[4] \| – \| \| 10. April 1993 – 16. April 1993 1 Woche (insgesamt 1) \| 1 \| Silk \| Lose Control[5] \| – \| \| 17. April 1993 – 30. April 1993 2 Wochen (insgesamt 2) \| 2 \| LL Cool J \| 14 Shots to the Dome[6] \| – \| \| 1. Mai 1993 – 21. Mai 1993 3 Wochen (insgesamt 8) \| 8 \| Dr. Dre \| The Chronic \| – \| \| 22. Mai 1993 – 28. Mai 1993 1 Woche (insgesamt 1) \| 1 \| Run-D.M.C. \| Down with the King[7] \| – \| \| 29. Mai 1993 – 4. Juni 1993 1 Woche (insgesamt 1) \| 1 \| H-Town \| Fever for da Flavor[8] \| – \| \| 5. Juni 1993 – 25. Juni 1993 3 Wochen (insgesamt 3) \| 3 \| Janet Jackson \| janet.[9] \| – \| \| 26. Juni 1993 – 6. August 1993 6 Wochen (insgesamt 6) \| 6 \| Original Motion Picture Soundtrack \| Menace II Society[10] \| – \| \| 7. August 1993 – 3. September 1993 4 Wochen (insgesamt 4) \| 4 \| Cypress Hill \| Black Sunday[11] \| – \| \| 4. September 1993 – 17. September 1993 2 Wochen (insgesamt 2) \| 2 \| Scarface \| The World Is Yours[12] \| – \| \| 18. September 1993 – 1. Oktober 1993 2 Wochen (insgesamt 2) \| 2 \| Mariah Carey \| Music Box[13] \| – \| \| 2. Oktober 1993 – 15. Oktober 1993 2 Wochen (insgesamt 2) \| 2 \| Toni Braxton \| Toni Braxton[14] \| – \| \| 16. Oktober 1993 – 29. Oktober 1993 2 Wochen (insgesamt 2) \| 2 \| Spice 1 \| 187 He Wrote[15] \| – \| \| 30. Oktober 1993 – 5. November 1993 1 Woche (insgesamt 3) \| 3 \| Toni Braxton \| Toni Braxton \| – \| \| 6. November 1993 – 12. November 1993 1 Woche (insgesamt 1) \| 1 \| Eazy-E \| It’s On (Dr. Dre) 187um Killa[16] \| – \| \| 13. November 1993 – 26. November 1993 2 Wochen (insgesamt 2) \| 2 \| Too Short \| Get in Where You Fit In[17] \| – \| \| 27. November 1993 – 3. Dezember 1993 1 Woche (insgesamt 1) \| 1 \| A Tribe Called Quest \| Midnight Marauders[18] \| – \| \| 4. Dezember 1993 – 10. Dezember 1993 1 Woche (insgesamt 1) \| 1 \| MC Ren \| Shock of the Hour[19] \| – \| \| 11. Dezember 1993 – 24. Dezember 1993 2 Wochen (insgesamt 2) \| 2 \| Snoop Doggy Dogg \| Doggystyle[20] \| – \| \| 25. Dezember 1993 – 31. Dezember 1993 1 Woche (insgesamt 1) \| 1 \| Ice Cube \| Lethal Injection[21] \| – \| |                                            |                                            |                                            |                           |
| ← 1992 |                                            |                                            |                                            | → 1994 →                  |
| Zeitraum | Wo. ges.                                   | Interpret                                  | Titel                                      | Zusätzliche Informationen |
| (Zeitraum, Wochen auf Platz eins, Interpret, Titel, zusätzliche Informationen) |                                            |                                            |                                            |                           |
| 26. Dezember 1992 – 5. Februar 1993 6 Wochen (insgesamt 8) | 8                                          | Original Motion Picture Soundtrack         | The Bodyguard: Original Soundtrack Album   | –                         |
| 6. Februar 1993 – 12. März 1993 5 Wochen (insgesamt 5) | 5                                          | Dr. Dre                                    | The Chronic                                | –                         |
| 13. März 1993 – 26. März 1993 2 Wochen (insgesamt 2) | 2                                          | Naughty by Nature                          | 19 Naughty III                             | –                         |
| 27. März 1993 – 9. April 1993 2 Wochen (insgesamt 2) | 2                                          | Geto Boys                                  | Till Death Do Us Part                      | –                         |
| 10. April 1993 – 16. April 1993 1 Woche (insgesamt 1) | 1                                          | Silk                                       | Lose Control                               | –                         |
| 17. April 1993 – 30. April 1993 2 Wochen (insgesamt 2) | 2                                          | LL Cool J                                  | 14 Shots to the Dome                       | –                         |
| 1. Mai 1993 – 21. Mai 1993 3 Wochen (insgesamt 8) | 8                                          | Dr. Dre                                    | The Chronic                                | –                         |
| 22. Mai 1993 – 28. Mai 1993 1 Woche (insgesamt 1) | 1                                          | Run-D.M.C.                                 | Down with the King                         | –                         |
| 29. Mai 1993 – 4. Juni 1993 1 Woche (insgesamt 1) | 1                                          | H-Town                                     | Fever for da Flavor                        | –                         |
| 5. Juni 1993 – 25. Juni 1993 3 Wochen (insgesamt 3) | 3                                          | Janet Jackson                              | janet.                                     | –                         |
| 26. Juni 1993 – 6. August 1993 6 Wochen (insgesamt 6) | 6                                          | Original Motion Picture Soundtrack         | Menace II Society                          | –                         |
| 7. August 1993 – 3. September 1993 4 Wochen (insgesamt 4) | 4                                          | Cypress Hill                               | Black Sunday                               | –                         |
| 4. September 1993 – 17. September 1993 2 Wochen (insgesamt 2) | 2                                          | Scarface                                   | The World Is Yours                         | –                         |
| 18. September 1993 – 1. Oktober 1993 2 Wochen (insgesamt 2) | 2                                          | Mariah Carey                               | Music Box                                  | –                         |
| 2. Oktober 1993 – 15. Oktober 1993 2 Wochen (insgesamt 2) | 2                                          | Toni Braxton                               | Toni Braxton                               | –                         |
| 16. Oktober 1993 – 29. Oktober 1993 2 Wochen (insgesamt 2) | 2                                          | Spice 1                                    | 187 He Wrote                               | –                         |
| 30. Oktober 1993 – 5. November 1993 1 Woche (insgesamt 3) | 3                                          | Toni Braxton                               | Toni Braxton                               | –                         |
| 6. November 1993 – 12. November 1993 1 Woche (insgesamt 1) | 1                                          | Eazy-E                                     | It’s On (Dr. Dre) 187um Killa              | –                         |
| 13. November 1993 – 26. November 1993 2 Wochen (insgesamt 2) | 2                                          | Too Short                                  | Get in Where You Fit In                    | –                         |
| 27. November 1993 – 3. Dezember 1993 1 Woche (insgesamt 1) | 1                                          | A Tribe Called Quest                       | Midnight Marauders                         | –                         |
| 4. Dezember 1993 – 10. Dezember 1993 1 Woche (insgesamt 1) | 1                                          | MC Ren                                     | Shock of the Hour                          | –                         |
| 11. Dezember 1993 – 24. Dezember 1993 2 Wochen (insgesamt 2) | 2                                          | Snoop Doggy Dogg                           | Doggystyle                                 | –                         |
| 25. Dezember 1993 – 31. Dezember 1993 1 Woche (insgesamt 1) | 1                                          | Ice Cube                                   | Lethal Injection                           | –                         |